# 国际机场协会
国际机场协会（英語：Airports Council International；简称：ACI) 成立于1991年，由国际机场协会理事会管理，是全球机场唯一的的贸易代表。主要工作是提高机场的水平，制定标准、政策和建议的方法，并提供相关信息和培训的机会，以提高世界各地机场的水准。目的是为公众提供一个安全、可靠、高效和环保的航空运输系统。 
国际机场协会总部位于加拿大蒙特利尔。 国际机场协会也和国际民用航空组织（ICAO）合作，是航空运输行动小组（ATAG）的成员。

## 经历
2012年，国际机场协会成员机场世界范围内处理57亿出发到达旅客，货物9250万吨及7900万次的飞机升降。 
国际机场协会报道573成员经营的1751个机场在174个国家和地区，占95％的全球机场交通。

## 区域分部
- 總部：加拿大蒙特利尔

- 北美分部：美国华盛顿特区（在加拿大渥太华分部办公室）

- 欧洲分部：比利时布鲁塞尔

- 拉丁美洲分部：厄瓜多尔基多

- 亚太分部： 香港 （ 涵盖亚洲大陆，澳大利亚，印度尼西亚群岛，在太平洋的岛国，温哥华（加拿大），旧金山（美国）和夏威夷（美国））

- 非洲分部：摩洛哥卡萨布兰卡

## 机场服务水平奖项
国际机场协会给出了机场服务质量奖（Airport Service Quality Awards (ASQ)）的基础上，这是基于对全球乘客旅行的一天的调查。和世界机场大奖（World Airport Awards ）一起，来自Skytrax，它被认为是在同行业中最负盛名的奖项之一。

- 区域评选的最好机场（Best Airport by Region）
- 同等大小的最好机场（Best Airport by Size）
- 区域内的最好机场（Best Regional Airport）
- 最好发展机场（Best Improvement）

### 世界最好的机场
| 年份 | 第一名       | 第二名         | 第三名           |
| ---- | ------------ | -------------- | ---------------- |
| 2006 | 仁川國際機場 | 香港國際機場   | 吉隆坡国际机场   |
| 2007 | 仁川國際機場 | 吉隆坡国际机场 | 新加坡樟宜机场   |
| 2008 | 仁川國際機場 | 新加坡樟宜机场 | 香港國際機場     |
| 2009 | 仁川國際機場 | 新加坡樟宜机场 | 香港國際機場     |
| 2010 | 仁川國際機場 | 新加坡樟宜机场 | 香港國際機場     |
| 2011 | 仁川國際機場 | 新加坡樟宜机场 | 北京首都国际机场 |

### 地区最好的机场
| 年份 | 非洲                            | 亚洲太平洋   | 欧洲               | 拉丁美洲加勒比地区 | 中东               | 北美                   |
| ---- | ------------------------------- | ------------ | ------------------ | ------------------ | ------------------ | ---------------------- |
| 2012 | 开普敦国际机场                  | 仁川国际机场 | 谢列梅捷沃国际机场 | 坎昆国际机场       | 阿布扎比国际机场   | 印第安纳波利斯国际机场 |
| 2013 | 开普敦国际机场                  | 仁川国际机场 | 谢列梅捷沃国际机场 | 瓜亚基尔机场       | 阿布扎比国际机场   | 印第安纳波利斯国际机场 |
| 2014 | 西沃萨古尔·拉姆古兰爵士国际机场 | 仁川国际机场 | 凯夫拉维克国际机场 | 瓜亚基尔机场       | 阿勒娅王后国际机场 | 印第安纳波利斯国际机场 |